# Arrondissement du Pays de la Havel
L’arrondissement du Pays de la Havel est un arrondissement  (Landkreis en allemand) du Brandebourg  (Allemagne).
Son chef lieu est Rathenow.
L'arrondissement doit sa toponymie à la rivière Havel qui coule sur son territoire et au canal Havel qui le traverse.

## Villes, communes et communautés d'administration
(nombre d'habitants en 2013)
| Villes ¹ Ville liée à un Amt (intercommunalité) 1. Falkensee (40 905) 2. Friesack ¹ (2 484) 3. Ketzin (6 405) 4. Nauen (16 491) 5. Premnitz (8 474) 6. Rathenow (24 253) 7. Rhinow ¹ (1 667) Communes non liées à un Amt 1. Brieselang (10 894) 2. Dallgow-Döberitz (8 714) 3. Milower Land (4 352) 4. Schönwalde-Glien (9 021) 5. Wustermark (8 042) | Ämter et communes liées 1. Amt Friesack (6 380) 1. Friesack (ville) (2 484) 2. Mühlenberge (736) 3. Paulinenaue (1 209) 4. Pessin (659) 5. Retzow (527) 6. Wiesenaue (765) 2. Amt Nennhausen (4 631) 1. Kotzen (582) 2. Märkisch Luch (1 254) 3. Nennhausen (1 901) 4. Stechow-Ferchesar (894) 3. Amt Rhinow (4 732) 1. Gollenberg (433) 2. Großderschau (464) 3. Havelaue (905) 4. Kleßen-Görne (349) 5. Rhinow (ville) (1 667) 6. Seeblick (914) |